# ۹۳ (پیش از میلاد)
۹۳ (پیش از میلاد) ۹۳مین سال قبل از تقویم میلادی است.